# HD 219659
HD 219659 (HR 8856) är en ensam stjärna i den mellersta delen av stjärnbilden  Vattumannen. Den har en skenbar magnitud av ca 6,33 och är mycket svagt synlig för blotta ögat där ljusföroreningar ej förekommer. Baserat på parallaxmätning inom Hipparcosuppdraget på ca 8,2 mas, beräknas den befinna sig på ett avstånd på ca 400 ljusår (ca 121 parsek) från solen. Den rör sig bort från solen med en heliocentrisk radialhastighet på ca 2 km/s.

## Egenskaper
HD 219659 är en vit till blå stjärna i huvudserien av spektralklass A1/A2 IV/V, och är en misstänkt variabel stjärna. Den har en radie som är ca 1,9 solradier och har ca 38 gånger solens utstrålning av energi från dess fotosfär vid en effektiv temperatur av ca 8 900 K.